# Trg generala Maistra, Maribor
Trg generala Maistra (tudi Maistrov trg) je eden izmed trgov v Mariboru. 
V času Avstro-Ogrske je nosil ime Tegetthoffov trg, v času prve Jugoslavije Jugoslovanski trg, v času druge Jugoslavije pa Leninov trg.
Zemljišče, na katerem se nahaja trg, je mestna občina Maribor odkupila od grofa Brandisa leta 1863 in že takrat sprejela sklep, da bo to zemljišče ostalo nepozidano. Trg se nahaja izven nekdanjega mariborskega mestnega obzidja.
V času Avstro-Ogrske so na njem postavili monumentalen spomenik znamenitemu admiralu Wilhelmu von Tegetthoffu. Odkritja spomenika se je udeležil sam cesar Franc Jožef I. Po prvi svetovni vojni so s spomenika odstranili kip admirala Tegetthoffa, pozneje pa s trga še njegov podstavek.
Srbska pravoslavna cerkvena občina je v letih 1935 in 1936 na tem trgu zgradila pravoslavno cerkev sv. Lazarja. Pri gradnji pravoslavne cerkve so v globini 3—4 m naleteli na obokan kanal, v katerega so grofje Brandisi nekoč zajeli potok iz Treh ribnikov, ko so nekdanji travnik na tem mestu okoli leta 1850 uredili v cvetlični park; v globini 7 m pa so delavci naleteli na temelje nekdanje grajske ledenice. Takoj po nastopu okupacije leta 1941 je nemška okupacijska oblast to pravoslavno cerkev spet porušila.    
Danes trg obdajajo Mestni grad, I. gimnazija Maribor, občinska hiša Mestne občine Maribor, poslovno-stanovanjska zgradba Maistrov dvor in Vinagova klet.
Od leta 1883 se na trgu nahaja tudi velik park. V parku se danes nahajata fontana Milana Černigoja in spomenik Rudolfu Maistru.